# 朱賢 (天順進士)
朱賢（1428年—？），字從善，直隸廬州府六安州人，明朝政治人物。進士出身。

## 生平
景泰元年（1450年）庚午科應天府鄉試第一百三十三名。天順四年（1460年）庚辰科會試第七十八名，殿試登進士第二甲第七名。

## 家族
曾祖朱華。祖父朱貴。父亲朱鑑。